# MC Millaray
Pour les articles homonymes, voir Jara et Collio.
Jara  Collio est un nom espagnol. Le premier nom de famille, en général paternel, est Jara ; le second, en général maternel, souvent omis, est Collio.
MC Millaray, de son vrai nom Millaray Jara Collío, est une rappeuse mapuche chilienne.

## Biographie
MC Millaray grandit dans le quartier La Pincoya, dans la commune de Huechuraba au nord de Santiago, avec ses parents Alexis Jara et Claudia Collío, ainsi que son frère et sa sœur. Ses deux parents sont rappeurs.
Dès l'âge de cinq ans, Millaray crée ses propres rimes et chansons : « J'apprenais des mots et je les rappais », raconte-t-elle.
En 2019, elle compose une chanson pour le Réseau pour la Défense de l'Enfance Mapuche et devient porte-parole de l'organisation.
En 2020 elle participe au deuxième épisode de la série de TVN Chili Nous sommes les enfants. La même année sort le titre Rebelión de octubre (en français : Rébellion d'octobre) avec Ana Tijoux, pour le premier anniversaire des manifestations de 2019 au Chili.
En 2022, elle participe à la Climate Week à New York avec d'autres artistes invités de différents pays,. Cette même année elle participe également au Festival Art et Mémoire Víctor Jara. Elle fait également campagne pour la nouvelle constitution.
Reconnue internationalement par les médias comme une militante pour les droits mapuches,,, à travers ses rimes elle essaie de refléter les tristesses et les désirs de son peuple. Dans ses textes, elle dénonce les injustices environnementales, demande la protection de l'innocence des enfants, honore les mapuches déchus, et demande le retour des mapuches sur leurs terres, le Wallmapu.

## Discographie
- 2020 - Rebelión de octubre avec Anita Tijoux.
- 2022 - Zomo Newen
- 2022 - Mi ser mapuche